# Naučná stezka Les Svíb
Naučná stezka Les Svíb představuje vedle centrálního bojiště na Chlumu nejzajímavější části bojiště s pomníky upomínajícími na bitvu u Hradce Králové, největší bitvu uskutečněnou na českém území.
Jak již z názvu vyplývá, většina zastavení se nalézá v lese Svíb s 90 pomníky a kříži. Stezka vznikla v roce 2001 a tehdy měřila 10 km. V roce 2011 byla prodloužena na 15 km a celkem 23 zastavení (+ tři zastavení). Trasa původně začínala v Čistěvsi a končila v Máslojedech.  V rozšířené variantě má okružní podobu s výchozím i konečným bodem na Chlumu u Muzea války 1866.
Jedná se o jednu z pěti naučných stezek věnovaných bitvě u Hradce Králové a jednu ze tří, které spravuje Muzeum východních Čech v Hradci Králové. V roce 2010 vyšel ke stezce průvodce v podobě brožury.

## Zastavení
1. Muzeum války 1866
2. Lípa – pomník pruských důstojníků
3. Čistěves – náves
4. Čistěves – severní okraj obce
5. Čistěves – pomník pěšího pluku č. 61
6. Pomník 2. magdeburského pěšího pluku č. 27
7. Pomník myslivce
8. Pomník 4. durynského pěšího pluku č. 72
9. Pomník plukovníka Carla Poeckha
10. Alej mrtvých – rozcestí
11. Pomník pěšího pluku č. 51
12. Alej mrtvých – kóta 338
13. Pomník praporu polních myslivců č. 30
14. Pomník nadporučíka Leopolda Schmidta
15. Svíb – východní vstup
16. U Svíbu
17. Pomník 1. magdeburského pěšího pluku č. 26
18. Pomník pěšího pluku č. 12
19. Východní okraj Svíbu
20. Pomník praporu polních myslivců č. 13
21. Pomník pěšího pluku č. 26
22. Pomník 4. magdeburského pěšího pluku č. 67
23. Máslojedy – vojenský hřbitov